# Campo problemático
Campo problemático é um conceito, utilizado em estudos nas Ciências Sociais, que se refere à dimensão onde é produzida a observação de um determinado acontecimento. É nesse espaço, o do campo problemático, que se pode compreender o sentido de um acontecimento específico em relação a toda uma situação compreendida em sua totalidade.

## Origem do conceito
A noção de campo problemático aparece, com maior ênfase, na obra do filósofo francês Gilles Deleuze, para quem “a filosofia é a criação de conceitos” (O que é a filosofia?, 1991). O próprio conceito de campo problemático é atribuído ao autor, sendo aquilo que permite, ao observador, entender determinado acontecimento – midiático ou não, e, a partir desse entendimento, buscar e propor as soluções reivindicadas por esse acontecimento. Na obra de Deleuze, o termo problemático faz referência direta à forma como os acontecimentos se dão por meio de encontros. Esses encontros, por sua vez, se referem às diferentes abordagens e interpretações advindas do estudo de cada acontecimento específico.
Uma das obras de Deleuze em que o conceito de campo problemático se faz mais presente é Lógica do Sentido, publicada em português no ano de 2003. Em uma das passagens, o autor fala do entrecruzamento de interpretações e sentidos que evidenciam a constituição de um campo problemático. Para o filósofo, "as metamorfoses ou redistribuições de singularidades formam uma história; cada combinação, cada repartição é um acontecimento; mas a instância paradoxal é o Acontecimento no qual todos os acontecimentos se comunicam e se distribuem, o Único acontecimento de que todos os outros não passam de fragmentos e farrapos."
Na concepção deleuziana, os eventos, ou acontecimentos, podem ser vistos como singularidades dispostas em um determinado campo problemático. Com isso, só se pode falar de algum acontecimento levando-se em consideração o contexto dos problemas e questões que esses mesmos eventos determinam.

## A constituição do campo problemático
Mais recentemente, o sociólogo francês Louis Queré tem retomado com frequência em seus estudos o uso do conceito de campo problemático, como forma prática de estudar e apreender o acontecimento, um dos temas centrais desenvolvidos em suas produções acadêmicas. Para o autor, o campo problemático é "o domínio sob o qual podemos ver a tipicidade de um dado acontecimento, encontrar acontecimentos comparáveis, identificar causas e efeitos, definir a situação, construir um passado e um futuro e, assim, estruturar o campo prático associado ao acontecimento".
É a partir da observação do campo problemático também que se pode constituir o campo prático de análise, que ajuda a definir quem é afetado pelo acontecimento, bem como a forma com que se dá essa afetação. Dessa maneira, as formas de ação e de solução de problemas vinculados aos acontecimentos também são construídas a partir da constituição e da observação do campo problemático.

## Campo problemático e enquadramento
A noção de campo problemático também é associada na literatura e em estudos acadêmicos, em especial no campo da Comunicação, à noção de enquadramento. A ação de enquadramento de um acontecimento, quando se escolhe uma ideia organizadora central para definir a produção de sentidos, se alia diretamente à constituição do campo problemático. Isso se dá no processo de destacamento de algumas questões e problemas relativos ao acontecimento, que acabam por construir algumas questões problemáticas.
Ao redor das questões suscitadas pelo enquadramento, sempre haverá outras questões relacionadas, propiciando novas interpretações e questões. Esse intrincamento e cruzamento entre as questões contribui diretamente na constituição do campo problemático, a partir do qual o acontecimento poderá ser apreendido e respostas poderão ser alcançadas. Enquadrar, além de definir, implica localizar o acontecimento em um determinado campo problemático.